# Constantin C. Giurescu

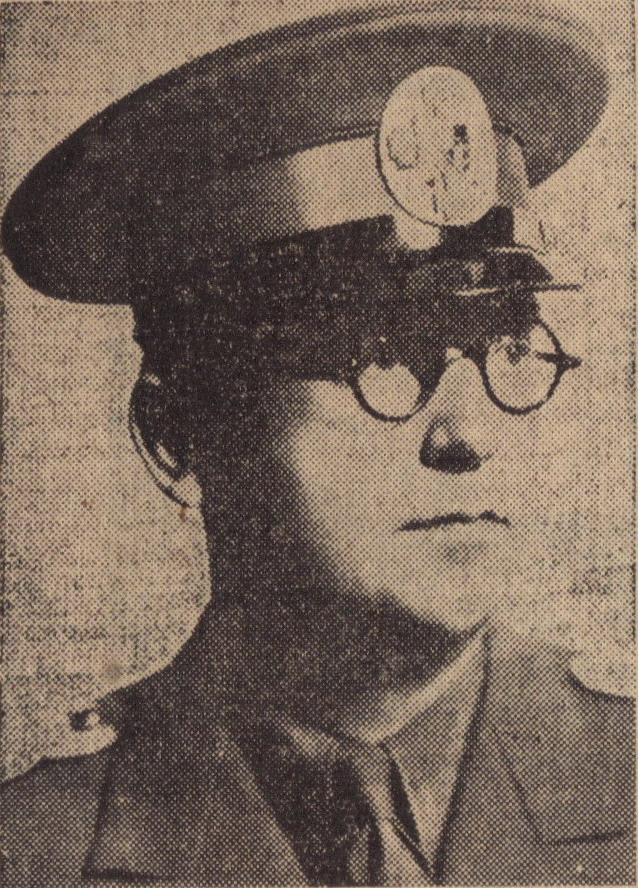
Profesorul C.C. Giurescu, ministrul F.R.N., în 1939

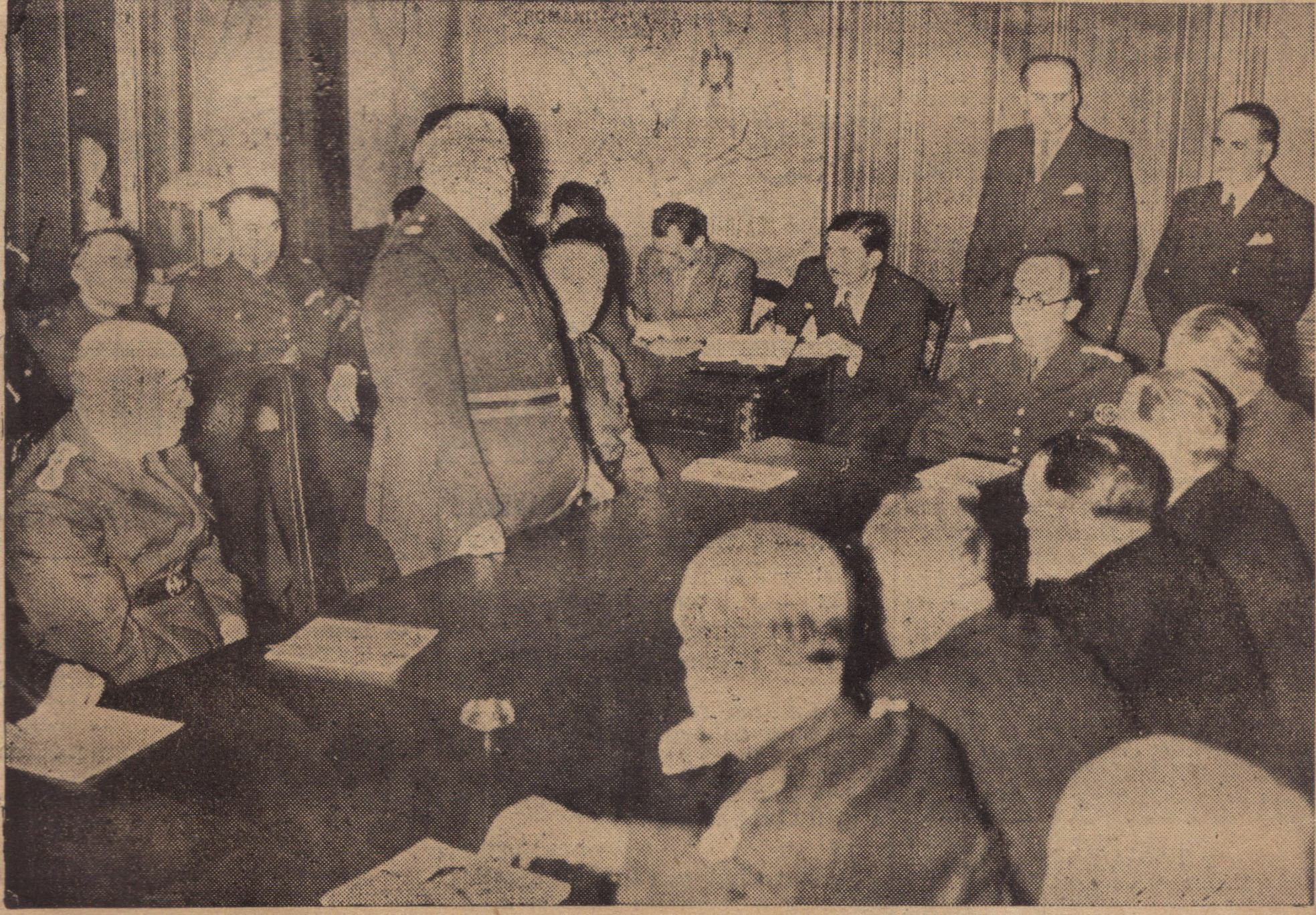
Profesorul C.C. Giurescu, ministrul FRN, prezidând ședința festivă a CAPIR (Confederația Asociațiunilor de Profesioniști Intelectuali din România) din noiembrie 1939.

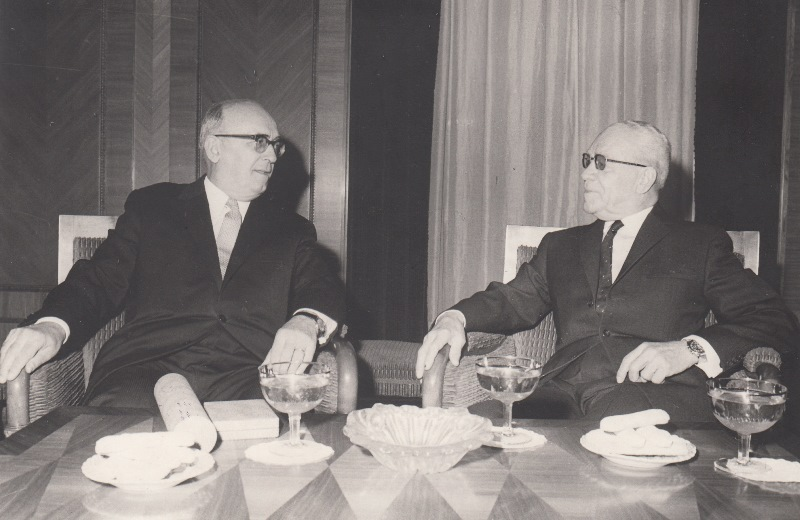
Decorarea prof. C.C. Giurescu de către Emil Bodnăraș (8 dec. 1971)

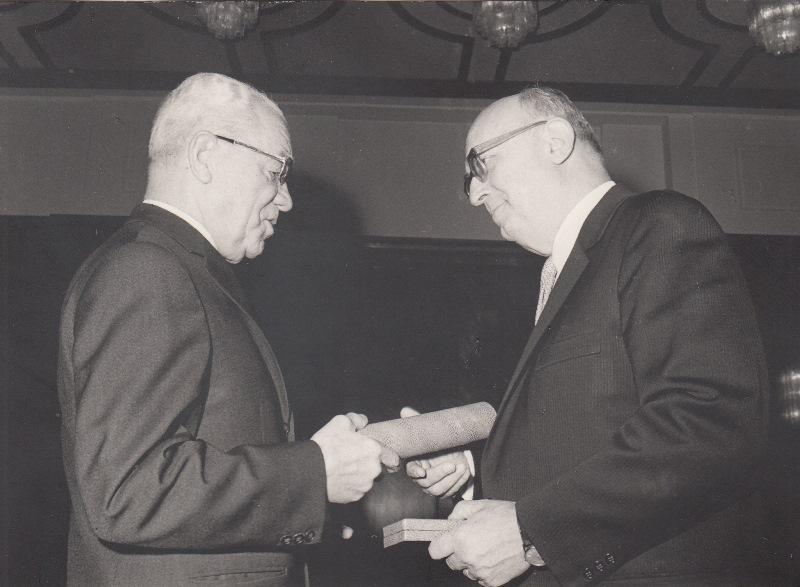
Decorarea prof. C.C. Giurescu de către Emil Bodnăraș (8 dec. 1971)

Constantin C. Giurescu (n. 13/26 octombrie 1901, Focșani – d. 13 noiembrie 1977) a fost un istoric român, membru al Academiei Române și profesor la Universitatea din București. A fost un reprezentant important al curentului „Școala nouă de istorie”, care s-a remarcat prin opoziția față de generația anterioară, reprezentată de N. Iorga.

## Date biografice
- A urmat clasele primare și liceul la București;
- Și-a luat licența și doctoratul tot la București;
- A făcut studii la Paris;
- Asistent al Muzeului Național de antichități București: octombrie 1920 - 1 ianuarie 1926;
- Profesor la liceul din Focșani;
- Membru al Școalei Române din Franța: octombrie 1923 - octombrie 1925;
- Conferențiar suplinitor în 1926;
- Profesor agregat la 1 martie 1927;
- Director al Fundației Ion C. Brătianu: 1927 - 1930;
- Liberal georgist și deputat: 1932 - 1933;
- Directorul Revistei istorice române 1933;
- Rezident Regal al ținutului Dunărea de Jos: februarie 1939;
- Ministru al Frontului Renașterii Naționale (F.R.N.): 28 septembrie 1939 - 4 martie 1940;
- Arestat la 6 mai 1950;[4]
- Sosit la Închisoarea Sighet;[4] în timpul detenției a fost de două ori grav bolnav de icter, în 1951 și 1954.
- Eliberat din pușcărie la 5 iulie 1955, cu domiciliu obligatoriu la Măzăreni pe 60 de luni.[4]

Era fiul lui Constantin Giurescu și tatăl istoricului Dinu C. Giurescu. A fost căsătorit cu Maria Simona, n. Mehedinți.
Constantin C. Giurescu și-a făcut studiile secundare și superioare la București, ajungând profesor universitar în 1926. În 1931 a fondat Revista istorică română. A fost alături de Gheorghe Brătianu și Petre P. Panaitescu un reprezentant important al curentului „Școala nouă de istorie”, care s-a remarcat prin opoziția făcută generației anterioare, reprezentată de N. Iorga.
La capătul anilor '30 a fost aderent al Dictaturii regale, deținând mai multe funcții importante în stat. A fondat și a condus Institutul de istorie națională din 1941 până în 1948. În 1948 a fost înlăturat din universitate, iar între 1950 și 1955 a fost deținut politic, în Închisoarea Sighet. Reabilitat ulterior, a fost reprimit la facultate (1963) și în Academia Română (1974).

## Perioada detenției
Constantin C. Giurescu a fost arestat în Noaptea demnitarilor, în timp ce se afla la locuința sa din București. La acel moment era cercetător științific al Institutului de Istorie al Academiei Republicii Populare Române. După o vizită la Interne, a fost dus alături de alți foști demnitari, miniștri, secretari, subsecretari de stat și foști membri de partide la închisoarea de la Sighet pe data de 7 mai 1950., 
În perioada detenției s-a îmbolnăvit de două ori, în primăvara anului 1951 a făcut o formă gravă de icter care a ținut aproximativ trei luni. În toamna anului 1954 s-a îmbolnăvit din nou de icter și a fost mutat singur în celulă.
După 5 ani și două luni petrecuți în penitenciarul de la Sighet, Constantin C. Giurescu a fost dus în satul de deportați Măzăreni, într-o casă de chirpici, unde a început să-și redacteze însemnările despre perioada petrecută în închisoare. Manuscrisul a fost ascuns de către Nicolae Ionescu Caracaleanu (care îi fusese director de cabinet ministerial) în grădina casei părintești apoi, la cererea lui Dinu C. Giurescu, a fost păstrat de către Paul Michelson. În 1994 a fost publicată cartea „Cinci ani și două luni în penitenciarul din Sighet”, scrisă pe baza acestor însemnări.

## Contribuție istoriografică
Constantin C. Giurescu este autorul primelor studii importante și bine documentate asupra problematicii Sfatului domnesc și a dregătoriilor boierești, în două cărți, Contribuțiuni la studiul marilor dregători în secolele XIV și XV (1927) și Noi contribuțiuni la studiul marilor dregători în secolele XIV și XV (1926), depășind astfel contribuțiile aduse anterior de Dimitrie Onciul, Alexandru D. Xenopol și N. Iorga în domeniu.

## Opera
- Legiuirea lui Caragea, un anteproiect necunoscut, București 1923
- Les manuscrits roumains de la bibliothèque nationale, Paris 1925
- Considerații asupra istoriografiei românești în ultimii 20 ani, Văleni 1926
- Contribuțiuni la studiul marilor dregători în sec. XIV și XV, 1926
- Un manuscript miscelaneu, 1926
- Uciderea vizirului Mohammed Tobani Buiuc, 1926
- Nicolae Milescu Spătarul, 1927
- Organizarea financiară a Țării Românești, 1927
- Une relation inedite sur la campagne de Pierre le Grand en Moldavie, 1927
- Din istoria nouă a Dobrogei, 1928
- Despre Vlahia Asăneștilor, 1931
- Statut de l'Institut balcanique de recherches historiques, 1932
- Istoria Românilor I-IV
- Letopisețul Țării Moldovei până la Aron Vodă (1359 - 1595), Întocmit de Grigore Ureche Vornicul și Simion Dascălul. Ediție comentată de Constantin C. Giurescu, Craiova: Editura Scrisul Românesc, 1934
- Die europäische Rolle des rumänischen Volkes, București: Editura Dacia, 1941
- Siebenbürgen: geschichtlicher Überblick, București: Institut für Rumänische Geschichte, 1943
- Principatele române la începutul secolului al XIX-lea, București: Editura Științifică, 1957
- Viața și opera lui Cuza Vodă, București: Editura Științifică, 1966
- Cândea, Virgil; Giurescu, Constantin C.; Malița, Mircea (1966), Pagini din trecutul diplomației românești, București: Editura Politică
- Istoria Bucureștilor din cele mai vechi timpuri pînă în zilele noastre, București: Editura pentru Literatură, 1966
- Transilvania în istoria poporului român, București: Editura Științifică, 1967
- Istoricul podgoriei Odobeștilor: din cele mai vechi timpuri pînă la 1918, București: Editura Academiei Republicii Socialiste România, 1969
- Giurescu, Constantin C.; Giurescu, Dinu (1971), Istoria Românilor din cele mai vechi timpuri și pînă astăzi, București: Editura Albatros
- Contribuții la studiul originilor și dezvoltării burgheziei române pînă la 1848, București: Editura Științifică, 1972
- Amintiri, București: Editura Sport-Turism, 1977
- Probleme controversate în istoriografia română, București: Editura Albatros, 1977
- Jurnal de călătorie, București: Editura Sport-Turism, 1977
- Târguri sau orașe și cetăți moldovene: din secolul al X-lea până la mijlocul secolului al XVI-lea, București: Editura Enciclopedică, 1997

## Distincții
- Ordinul Meritul Cultural, în gradul de Cavaler clasa I, pentru litere (1 februarie 1943)[10]
- Premiul „Bălcescu” al Academiei (1966)
- Premiul Ministerului Învățământului (1969)
- Om de știință emerit (1971)
- Ordinul Meritul Științific cl. I (1 decembrie 1971) „pentru merite deosebite în activitatea științifică, didactică, publicistică și obștească, cu prilejul împlinirii vîrstei de 70 de ani”[11]
- Ordinul „23 August” clasa I (1976) „pentru merite deosebite în activitatea didactică, științifică și culturală, cu prilejul împlinirii vîrstei de 75 de ani”[12]